# Синдром восьмиклассника
Синдром восьмиклассника (яп. 中二病 тю:нибё:, Синдром второго года обучения в средней школе) — японский разговорный термин, обычно используемый для описания детей раннего подросткового возраста, имеющих идеи величия и переоценивающих себя и своё значение в мире (например, убеждённых в обладании особыми скрытыми способностями или знаниями, которые могут поставить под угрозу мировой порядок и т. п.). Термин был популяризирован в таких манге, аниме и ранобэ, как Love, Chunibyo & Other Delusions, Aura: Koga Maryuin’s Last War и т. п. Он стал жаргонным термином в японской культуре отаку и связанной с ней продукцией: манге, ранобэ, аниме и т. д.

## История
Термин был придуман японским комиком и радиоведущим Хикару Идзюином в 1999 году во время его радиопередачи «UP'S Ultra Performer'S radio» (сокращённо «UP’S»), где он объяснил детские, инфантильные устремления учащихся средней школы тем, что они якобы больны синдромом, который он обнаружил. В 2009 году он выступил с заявлением, отвергнув серьёзность использования термина «синдром восьмиклассника», поскольку он, несмотря на то, что был просто юмористическим и спонтанным комментарием, стал серьёзно изучаться в психологии.
«Синдром восьмиклассника» обычно ассоциируется с молодыми людьми, которые под влиянием программ, книг, видеоигр и других аудиовизуальных источников информации, жанров фэнтези, ужасов или научной фантастики связывают себя с полученным опытом и называют себя особенными людьми со сверхъестественными способностями и/или знаниями.
В 2008 году автор ранобэ Хёя Саэгами написал книгу под названием «Синдром восьмиклассника — инструкция по применению» (яп. 中二病取扱説明書 Тю:нибё: ториацукай сэцумэй сё:), в которой он выделяет три типа «синдрома восьмиклассника»:
- DQN[яп.] (яп. DQN系, Докюн кэй) — это те подростки, которые ведут себя антисоциально, притворяясь, что принадлежат к преступному миру, хотя они редко бывают как-то связаны с маргинальной средой, и их представления и знания о ней исходят главным образом из стереотипов, показанных в телевизионных программах.
- Субкультура/SubCul (яп. サブカル系, Сабукару кэй) — это подростки, подражающие хипстерам. Они стремятся быть особенными, выражая непринятие самых известных и популярных мод, тем самым самовыражаясь. По иронии судьбы, эти люди обычно просто принимают «подпольную» моду, и хотя они не идентифицируются как особое течение субкультуры, их легко узнать по внешнему виду и поведению. Основная идея этого типа — «идти против течения» и поддерживать отношения с людьми с одинаковыми интересами.
- Дурной глаз (яп. 邪気眼系 Дзякиган кэй) — тип, чаще всего отождествляющийся с термином «синдром восьмиклассника». Это подростки-любители фантастики, фэнтези, сверхъестественного, теорий заговоров, которые верят, что у них есть скрытые силы и способности, делающие их сверхчеловеческими, мудрыми, магическими существами и т. п. Поэтому они создают псевдонимы для альтернативных личностей, с которыми чувствуют себя отождествлёнными и на основе которых часто основывают эстетику своей внешности и поведения.

## Наследие
Литературный критик Боси Тино заявил, что он хотел бы дать роману «Дон Кихот» подзаголовок «Синдром восьмиклассника в 50 лет». Он объяснил это порочным кругом, который можно увидеть в романе, характеризуемый тем, что «главный герой видит мир через розовые очки, и его окружение вынуждено подыгрывать ему или отвернуться от него, чтобы не отрицать его заблуждения, что, однако, только заставляет главного героя всё больше и больше поддаваться этим заблуждениям».

## Синдром восьмиклассника как подход к обучению
«Синдром восьмиклассника» в настоящее время используется в качестве подхода к изучению немецкого языка японскими студентами. Японско-немецкое общество Токио с 2015 года провело ряд мероприятий под названием «учим немецкий с синдромом восьмиклассника» (яп. 中二病で学ぶドイツ語 Тю:нибё: дэ манабу доицуго), которые вызвали в Японии интерес со стороны СМИ.